# Klaus Fischer (matemático)
Klaus Gunter Fischer (12 de novembro de 1943 – 2 de julho de 2009) foi um matemático estadunidense de origem alemã. Trabalhou com uma vasta área de probelmas em geometria algébrica, álgebra comutativa, teoria dos grafos e combinatória.
Obteve um doutorado em 1973 na Universidade Northwestern, orientado por Kenneth Roy Mount.
Fischer foi catedrática no Departamento de matemática da Universidade George Mason na época de sua morte.